# Raciąż
Raciąż is een stad in het Poolse woiwodschap Mazovië, gelegen in de powiat Płoński. De oppervlakte bedraagt 8,16 km², het inwonertal 4682 (2005).

## Verkeer en vervoer
- Station Raciąż